# Værdikommissionen
Værdikommissionen var en dansk kommission, der blev nedsat af kulturminister Per Stig Møller som led i finanslovsaftalen for 2011. Forslaget om at oprette denne kommission blev fremsat af Kristendemokraternes folketingsmedlem Per Ørum Jørgensen og indgik i aftalen mellem forligspartierne bag finansloven.
Efter regeringsskiftet i 2011 blev kommissionen nedlagt.

## Opgaven
Kulturminister Per Stig Møller udtalte om kommissionens opgave, som forudsattes løst inden udgangen af 2012:
”Vi lever i en tid, hvor samfundet hurtigt forandrer sig, og hvor vores levemønstre er under stadig forandring og udvikling. Nye tendenser gør sig gældende, og vores værdigrundlag ændrer sig bevidst eller ubevidst i takt hermed. Regeringen har derfor nedsat en værdikommission, der i den kommende tid skal undersøge, hvilke værdier der er af betydning for os danskere i dag." 
Arbejdet skal organiseres i fire hovedtemaer:
- Familien med særlig vægt på børns opvækst og opdragelse
- De nære fællesskaber i lokalsamfundet
- Den moderne livsstils påvirkning af vores liv
- Den enkeltes frihed og det personlige ansvar[2]

## Kritik
Professor i statskundskab ved Syddansk Universitet Asbjørn Sonne Nørgaard har udtalt, at han ikke forventer, at Værdikommissionen kan nå nogen konkrete resultater. Fra politisk side har SF's kulturordfører Pernille Frahm udtalt, at kommissionen bør nedlægges hurtigst muligt, mens Socialdemokraterne udtrykker skepsis, men mener, at det er klogest at afvente, hvad arbejdet medfører. I januar 2012 valgte kulturminister Uffe Elbæk (R) at nedlægge kommissionen.

## Medlemmer
- Elisabeth Dons Christensen, biskop i Ribe (formand)
- Lene Andersen, forlægger og forfatter
- Henrik Dahl, forfatter og samfundsdebattør
- Jens Gaardbo, journalist og direktør
- Kristine Stricker Hestbech, sognepræst og foredragsholder
- Per Schultz Jørgensen, børne- og familieforsker
- Farshad Kholghi, skuespiller og samfundsdebattør
- Rune Lykkeberg, journalist og redaktør
- Søren Møller, landsformand for DGI
- Jørn Henrik Petersen, professor og forhenværende prorektor ved Syddansk Universitet
- Iben Thranholm, teolog og journalist